# Ramón de Roxas y Orueta
Ramón de Roxas y Orueta (La Paz, 1730 - La Paz, 1799) fue un militar criollo que combatió contra la rebelión indígena de Túpac Katari en 1781.

## Biografía
Ramón de Roxas y Orueta nació en La Paz el 31 de agosto de 1730, hijo del español toledano Juan Sancho de Roxas y Valladares y de la criolla María Josefa de Orueta y Diez de Medina. A través de su madre heredó la enorme hacienda de Cebollullo en la región de Mecapaca.
Su padre llegó a La Paz como capitán del regimiento, a través de la familia Valladares estaba emparentado con los Vizcondes de Fefiñanes. Para 1732 ya era regidor perpetuo del Cabildo y Caballero Veinticuatro, se hizo depositario general en 1734 y alcalde de la ciudad en 1738. Gracias a su ventajoso matrimonio y a los cargos que ocupó, Roxas logró establecer una importante fortuna que le permitió vivir cómodamente en una casona de dos pisos y con balcones en la calle Santo Domingo.
Ramón recibió una esmerada educación. Fue enviado al Cuzco donde estudió en la Universidad de San Antonio Abad y obtuvo el doctorado en teología en 1751. Su padre había muerto en 1750 por lo que regresó a la ciudad a reclamar la herencia que debía compartir con su hermana María. 
Al ser una familia de gran fortuna, ambos hermanos resultaron en buena posición luego del reparto de la herencia. María logró casarse con el brigadier Joaquín José Bilbao la Vieja y Peñaranda, este matrimonio consolidó su posición y llegó a ser de las principales familias de la ciudad. Tuvieron 5 hijos y varios nietos, de los cuales el más conocido fue Dámaso Bilbao la Vieja. María falleció el 14 de abril de 1759, su esposo volvería a casarse años más tarde con la tercera marquesa de Haro.
En el caso de Ramón, se dedicó a la administración de sus 6 haciendas pero también emprendió la carrera militar, fue nombrado sargento mayor del regimiento de milicias. Se casó con la española María Manuela Foronda y Bulucua, quien había quedado viuda de Feliciano Alquiza Peñaranda. El matrimonio produjo dos hijas, María Josefa y María del Carmen.
Roxas quedó viudo en 1772 y volvió a casarse el 28 de septiembre de 1775 con María Gregoria Nieto, heredera del Condado de Alastaya. Tuvieron 3 hijos, los dos mayores no llegaron a la edad adulta y la única sobreviviente fue María Josefa de la Encarnación que fallecería días antes que su padre. 
En 1781 Roxas, con la rebelión indígena de Túpac Katari en pleno desarrollo, fue una de los encargados de defender la ciudad dirigiendo varios ataques con el fin de alejar a las fuerzas indígenas de las murallas. Gracias a su destacada participación fue elevado al rango de teniente coronel el 13 de febrero de 1783.
A finales de 1781, la esposa de Roxas abandona la casa y se establece de manera independiente, incluso toma un amante y vive con él de manera pública. Un escándalo para la época y una humillación para Roxas.
En 1786 su hija María Josefa se casa con el gobernador Sebastián de Segurola, un matrimonio ventajoso que eleva el rango de la familia Roxas. El enlace produce dos hijas, Isidora y Úrsula. María Josefa muere poco después de dar a luz a su segunda hija.
Roxas tenía como únicas herederas a mujeres, viendo que las extensas tierras podrían perderse con otros familiares, decidió establecer el mayorazgo de Cebollullo y dejar como heredera de todas sus tierras a su nieta Isidora y en caso de su fallecimiento la heredera sería su segunda nieta Úrsula.
La situación de sus nietas se agrava cuando su padre fallece en octubre de 1789. Roxas decide encargarse de las niñas y se establece en una casona más grande y cómoda donde tiene 8 esclavos para el cuidado de su familia.
En 1796, Roxas logra que su esposa regrese a casa a cambio de un acuerdo financiero, así salva su honor y muere finalmente el 26 de junio de 1799, dejando el mayorazgo a su nieta mayor y el resto de su fortuna dividida entre su otra nieta y su viuda.

## Descendencia
Ramón de Roxas estuvo casado en dos ocasiones, la primera vez se casó con María Manuela Foronda y Bulucua el 15 de julio de 1760. Ella era hija de Juan Antonio Foronda y Velis de Guevara y de María Nicolasa Bulucua, ambos oriundos de Vizcaya. María Manuela se había casado con Feliciano Alquiza y Peñaranda con quien tuvo dos hijos, María Francisca y José, ambos con descendencia. María Francisca se llegaría a casar con Antonio Bilbao la Vieja y Roxas, sobrino del mismo Ramón de Roxas. 
María Manuela quedó viuda de Alquiza y se casó con Ramón de Roxas teniendo dos hijas:
- María Josefa, nacida en La Paz. Se casó con el gobernador de la ciudad, Sebastián de Segurola, el 25 de julio de 1786. Tuvieron dos hijas, Isidora Josefa Camila y María Antonia Úrsula. Ambas quedaron huérfanas muy jóvenes y fue su abuelo Ramón de Roxas quien se encargó de su educación, Isidora heredó el mayorazgo de Cebollullo y Úrsula recibió 145.000 pesos como herencia, una suma enorme para la época. A través de Isidora, Ramón de Roxas es ancestro de tres presidentes de Bolivia: José Ballivián, Adolfo Ballivián y Hugo Ballivián.
- María del Carmen, nacida en La Paz. Se casó con el maracaibero Andrés José de Campos y Antunes, Corregidor y Justicia Mayor de la Provincia de Pacajes. Tuvieron un hijo de nombre Mariano, se enlistó en la Armada española en 1794 y se trasladó a España.[5]

El segundo matrimonio de Ramón de Roxas se produjo el 28 de septiembre de 1775, un matrimonio concertado con María Gregoria Nieto y Nieto, de 19 años, hija del segundo conde de Alastaya y heredera del título. El matrimonio fue difícil pero lograron tener 3 hijos:
- José Felipe, nacido en 1776 y muerto en la infancia.
- Manuela Francisca, nació en 1779 y murió siendo una niña.
- María Josefa de la Encarnación, nació en 1780 y se casó en 1797 con José Márquez de La Plata y Díaz de Ceballos, sobrino de la segunda marquesa de Haro. Tuvo dos hijos, José Estanislao en 1798 y José María en 1799, ambos murieron siendo bebés. La misma María Josefa murió luego de dar a luz a su segundo hijo.

María Gregoria Nieto estuvo apartada de Ramón de Roxas entre finales de 1781 y mediados de 1796, regresó a vivir con él luego de asegurarse una compensación económica de 60.000 pesos. 
En 1835 se menciona a Ramón de Roxas como padre de: 
- Úrsula Medina. Se casó el 23 de abril de 1784 en la Iglesia de San Agustín con Mariano Macuaga, hijo de Miguel Macuaga y de Sebastiana Carrasco, en el registro matrimonial la novia aparece con el nombre de Úrsula Rodríguez Medina, hija natural de Ramona Medina. El matrimonio tuvo una hija de nombre Petronila. El 29 de octubre de 1835, Úrsula dictó su testamento y es ahí donde ella mencionó que su padre fue Ramón de Roxas.[6]